# Isomyyri
Isomyyri est un centre commercial du quartier de Myyrmäki à Vantaa en Finlande .

## Présentation
Isomyyri a été construit en 1987 .
Citycon a acheté Isomyyri en 1999.

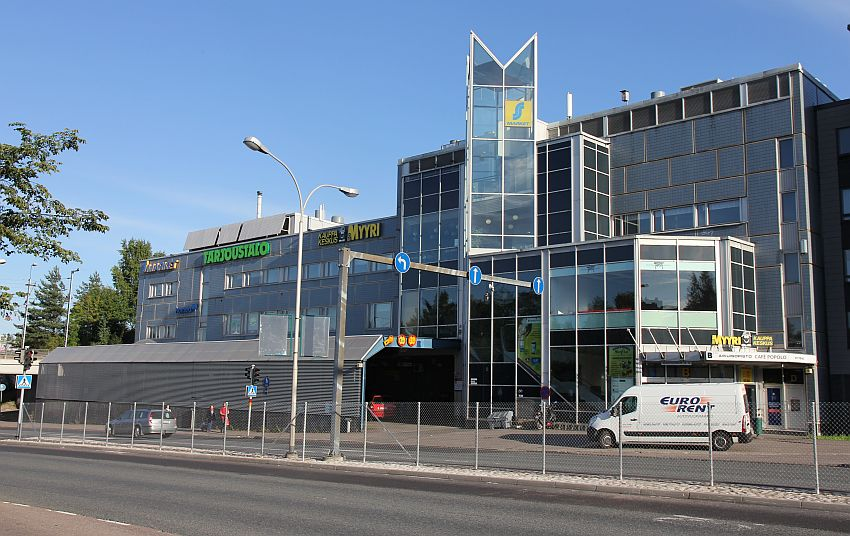
Isomyyri, vu de Vaskivuorentie.

Le centre commercial compte deux étages et une vingtaine d'enseignes.
Isomyyri est menacé de démolition. 
Selon le gagnant d'un concours d'architecte appelé Myyr York Downtown, des immeubles de grande hauteur seront construits sur le site d'Isomyyri et de Myyrinpuhos, et de nombreux nouveaux logements seront construits dans l'ensemble de la zone,.

## Galerie

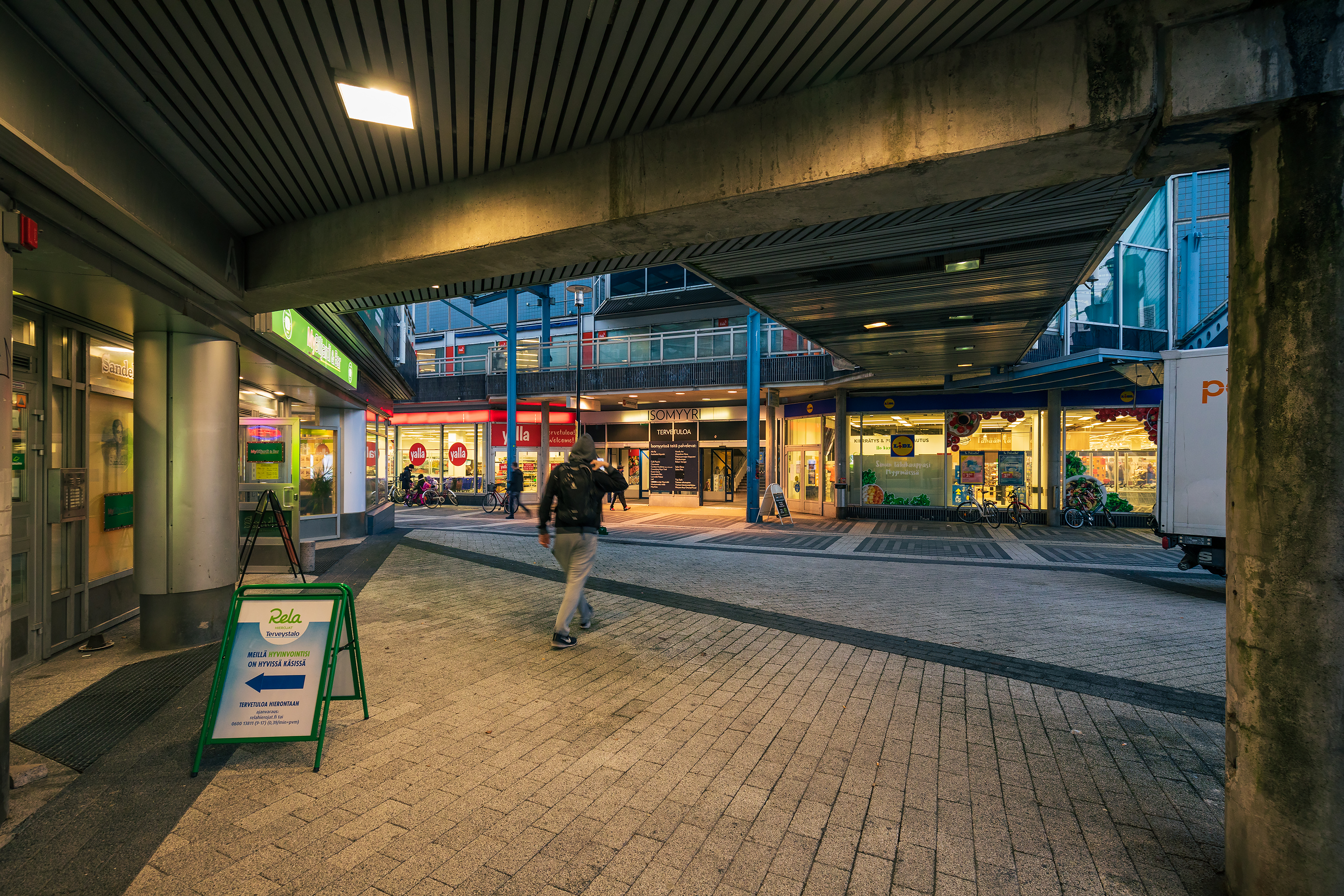
Place entre Liesikuja 4 et Isomyyri.